# Jean-François Gendebien
Pour les articles homonymes, voir Gendebien.
Jean-François Gendebien, né le 21 février 1753 à Givet et mort le 4 mars 1838 à Mons, est un avocat et homme politique belge.

## Biographie
Jean-François Gendebien est le fils de Jean Joseph Gendebien (1718-1803), avocat à Cour supérieure de Liège et bourgmestre de Dinant, greffier héréditaire de la prévôté royale d'Agimont, Givet, Charlemont et dépendances, appelé à la direction des affaires de la maison d'Arenberg, et de Marie-Louise Sébastien. Après de brillantes études à Liège, à Louvain, à Vienne et à Paris, il vint se fixer à Mons en qualité d'avocat au Conseil souverain de Hainaut en 1779. Plus tard, il fut pensionnaire de la ville et devint intendant de la famille d'Arenberg en 1780.
Nommé, en 1784, greffier échevinal du magistrat de Mons, il se vit destituer par le gouvernement autrichien, qui le retint même quelque temps comme otage à Bruxelles. La révolution brabançonne rendit Gendebien à la liberté et lui valut d'être appelé par les États du Hainaut au congrès des provinces belgiques unies en 1790. Il présida souvent cette assemblée. Gendebien fut un des membres de la commission chargée de négocier à La Haye la réconciliation avec l'Autriche. De juin 1794 à l'été 1795, Gendebien séjourna en Allemagne. Après son retour, il exerça à nouveau sa profession d'avocat et ses fonctions d'intendant des d'Arenberg. Il refusa, en avril 1797, un mandat au Conseil des Anciens.
Devenu, sous la domination française, membre du conseil communal, président du Tribunal de première instance de Mons et membre du conseil général du département de Jemmapes, il fut élu, après le 18 brumaire, par le Sénat conservateur (27 brumaire an XII) député de ce département au Corps législatif, obtint le renouvellement de ce mandat le 2 mai 1809 et siégea jusqu'en 1813. Il prit une part assez importante à la rédaction de la loi de 1810 sur les mines.
Il fut membre de la Seconde Chambre des États-Généraux de 1815 à 1821.
En octobre 1830, il fut nommé président du Tribunal de première instance de Mons par le Gouvernement provisoire de Belgique. Il fut élu au Congrès national belge et présida, en tant que doyen d'âge, la première assemblée le 10 novembre 1830. 

### Vie familiale

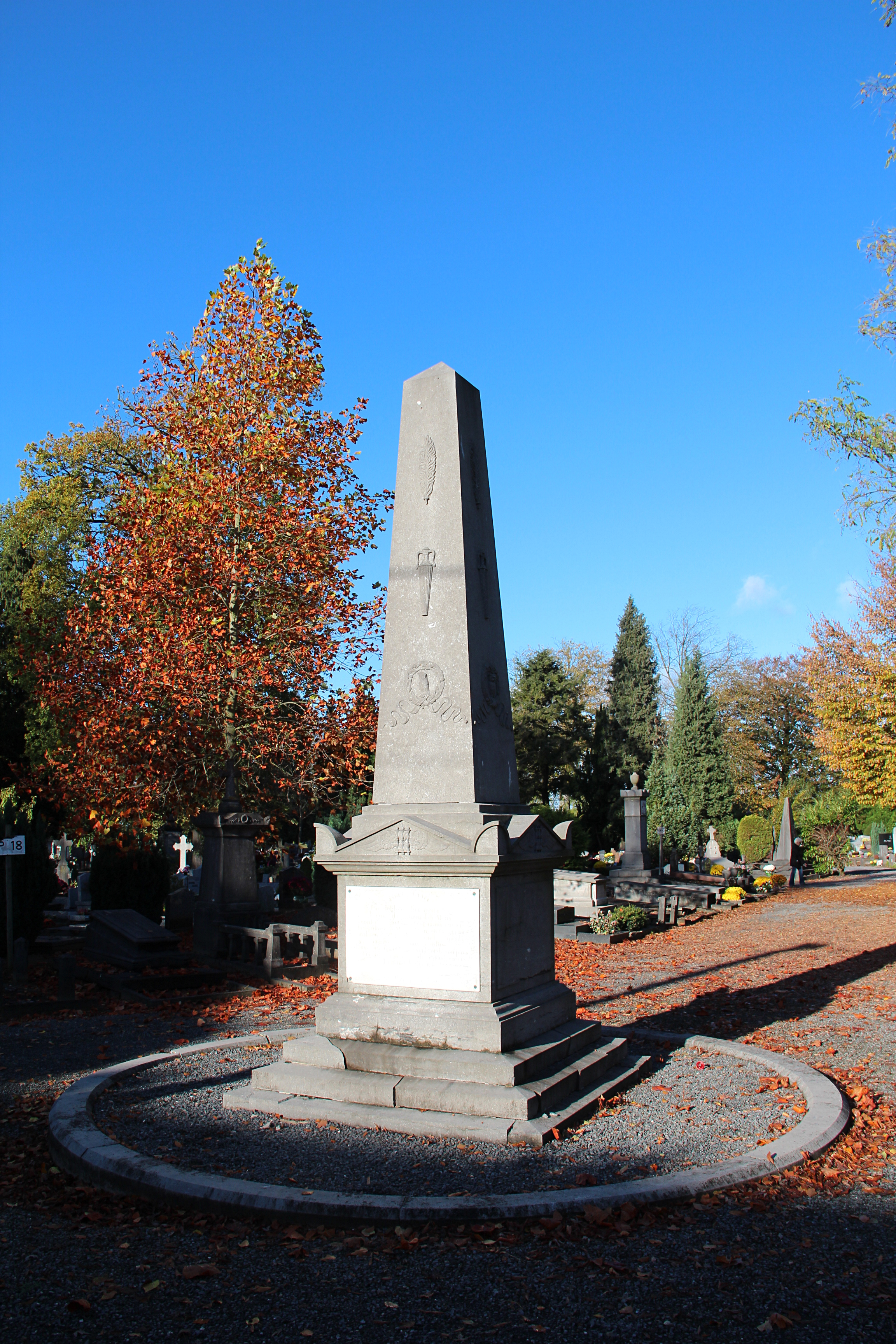
Monument funéraire de la famille Gendebien dans le cimetière de Mons (Belgique).

Il épousa Célestine de Bray, fille de Antoine Célestin de Bray, avocat au Conseil souverain de Hainaut, bailli du duché d'Havré et châtellenie de Mons, et de Marie Amélie de Vergnies, dont il eut : 
- Émilie Marie (1786-1842), qui épousa Louis Monjot, imprimeur-éditeur et exploitant minier. Leur fille Émerence épousera le banquier Victor Tercelin
- Thérèse (1787-1860), qui épousa Félix Gantois (neveu du Louis Joseph Gantois, cousin germain du général Adolphe Gantois et beau-frère du ministre  Auguste Duvivier)
- Alexandre (1789-1869), ministre de la Justice
- Jean-Baptiste (1791-1865), membre du Congrès national
- Victoire (1799-1864), qui épousa le général-baron Ignace Louis Duvivier.

## Sources
- Jules GARSOU, Jean-François Gendebien, Brussel, 1940
- Luc FRANÇOIS, « Jean-François Gendebien », in: Nouvelle Biographie nationale, t. II, Brussel, 1990, col. 188-189
- « Jean-François Gendebien », dans Adolphe Robert et Gaston Cougny, Dictionnaire des parlementaires français, Edgar Bourloton, 1889-1891 [détail de l’édition]
- Biographie nationale, Volume 7, Académie royale de Belgique, 1883
- Adolphe Mathieu, Biographie montoise, Hoyois, 1848